# WOMAN (アン・ルイスの曲)
「WOMAN」（ウーマン）はアン・ルイスの31枚目のシングル。1989年9月6日にビクター音楽産業より発売された。規格品番は、EP:SV-9442、CDS:VDRS-1168。

## 概要
表題曲「WOMAN」は、明星食品「味の一徹」CMソングとして使用された。1996年には日本テレビ系アニメ『シティーハンター ザ・シークレット・サービス』のエンディングテーマとしても使用された。
2020年9月2日にはMEG-CDとして復刻された。規格品番はVODL-30147。

## 収録曲
1. WOMAN
作詩: 石川あゆ子 / 作曲: 中崎英也 / 編曲: 佐藤準
2. RUNNING OUT!
作詩: Annie / 作曲: 西田昌史 / 編曲: 佐藤準

## 参考資料
- オリコン『SINGLE CHART-BOOK COMPLETE EDITION 1968-2005』オリコン・マーケティング・プロモーション、2006年4月。ISBN 9784871310765。
- me-mySELF-ann-i “refreshed” セルフライナーノーツ –  Columbia Music Entertainment